# تاسوس
تاسوس (به لاتین: Thasos) یک جزیره در یونان است که در مقدونیه شرقی و تراکیه واقع شده‌است. تاسوس ۳۸۰٫۰۹۷ کیلومتر مربع مساحت و ۱۳٬۷۷۰ نفر جمعیت دارد و ۱٬۲۰۵ متر بالاتر از سطح دریا واقع شده‌است. اقتصاد این منطقه بیشتر وابسته به درختان جنگل، سنگ مرمر، زیتون و عسل است. پس از دههٔ ۶۰ میلادی گردشگری نیز تبدیل به یکی از قطب‌های درآمدزای این منطقه شده‌است.
این جزیره متشکل از شانزده شهرک است که بزرگترین آنان شهرک تاسوس لیمِناریا است. آرکیلِکِس یکی از شاعران یونان کهن در این جزیره می‌زیسته‌است.

## نگارخانه

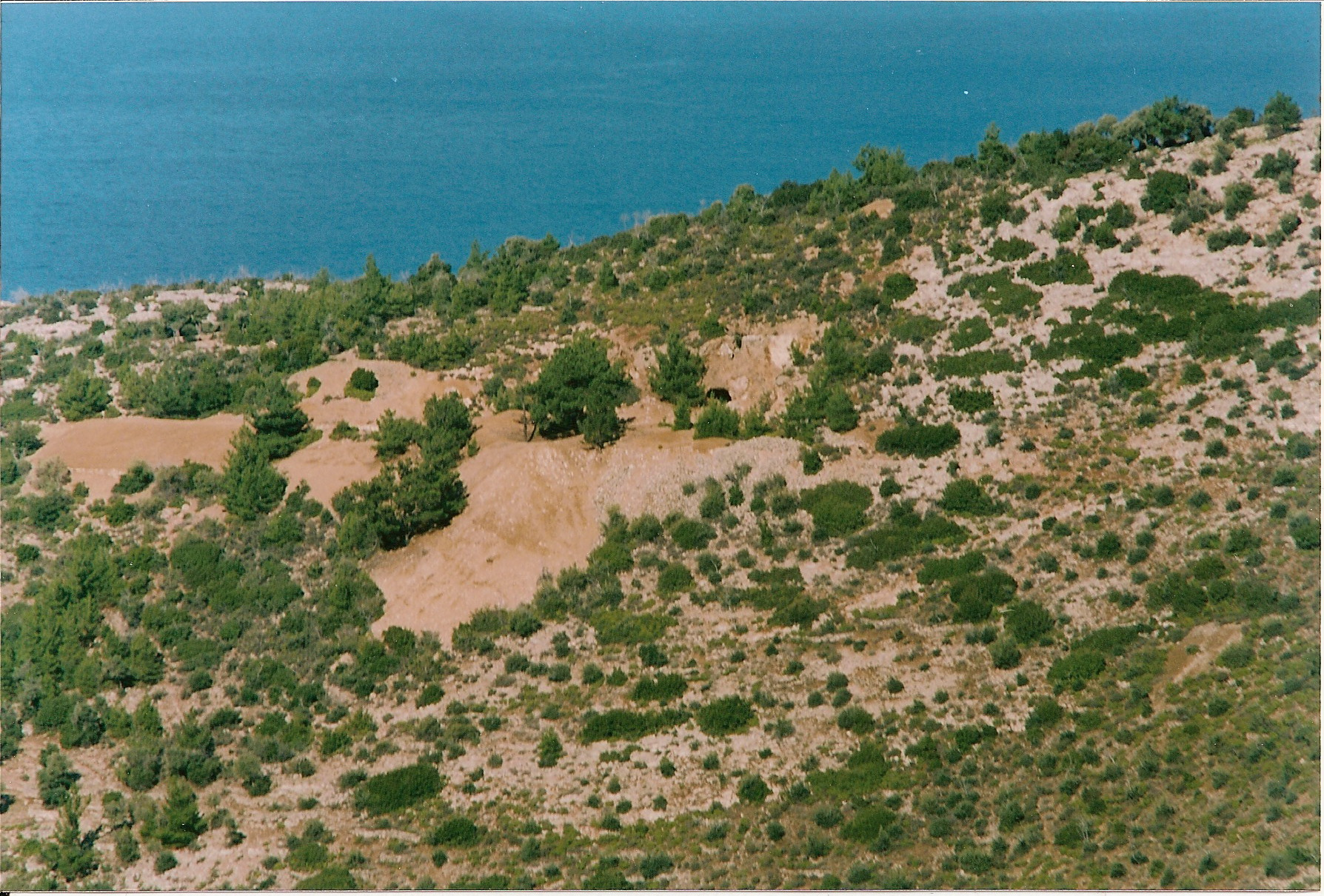
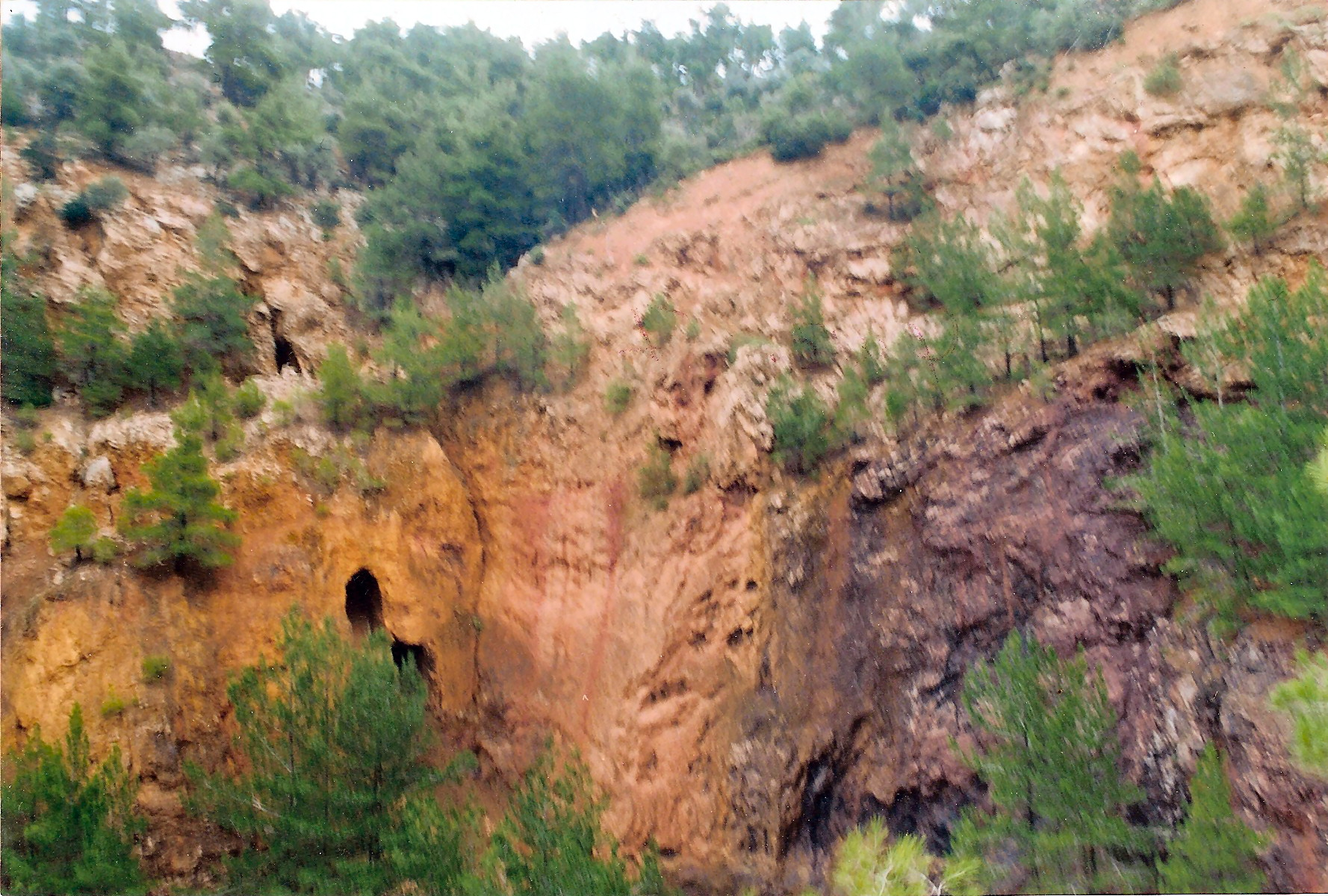
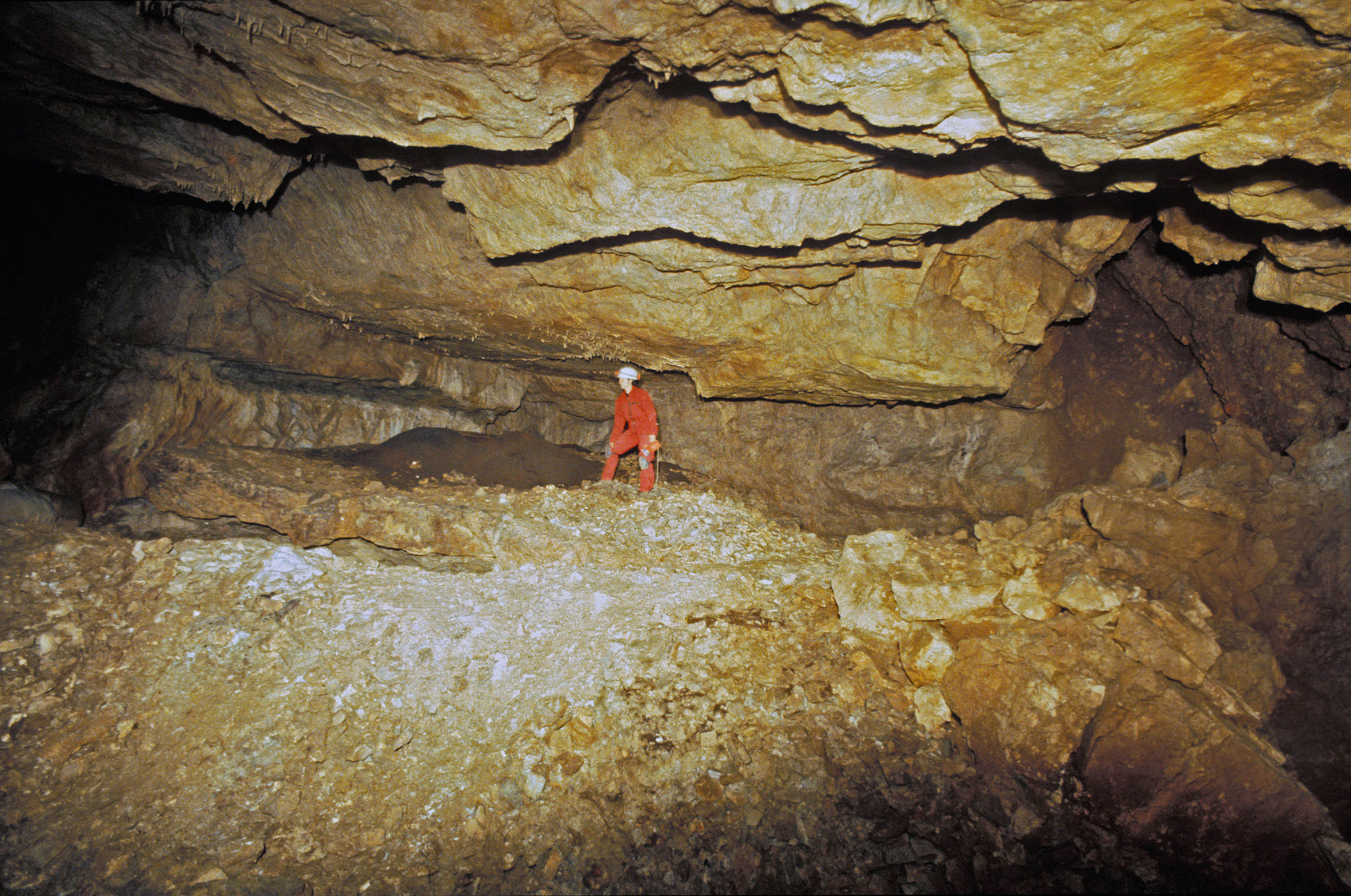
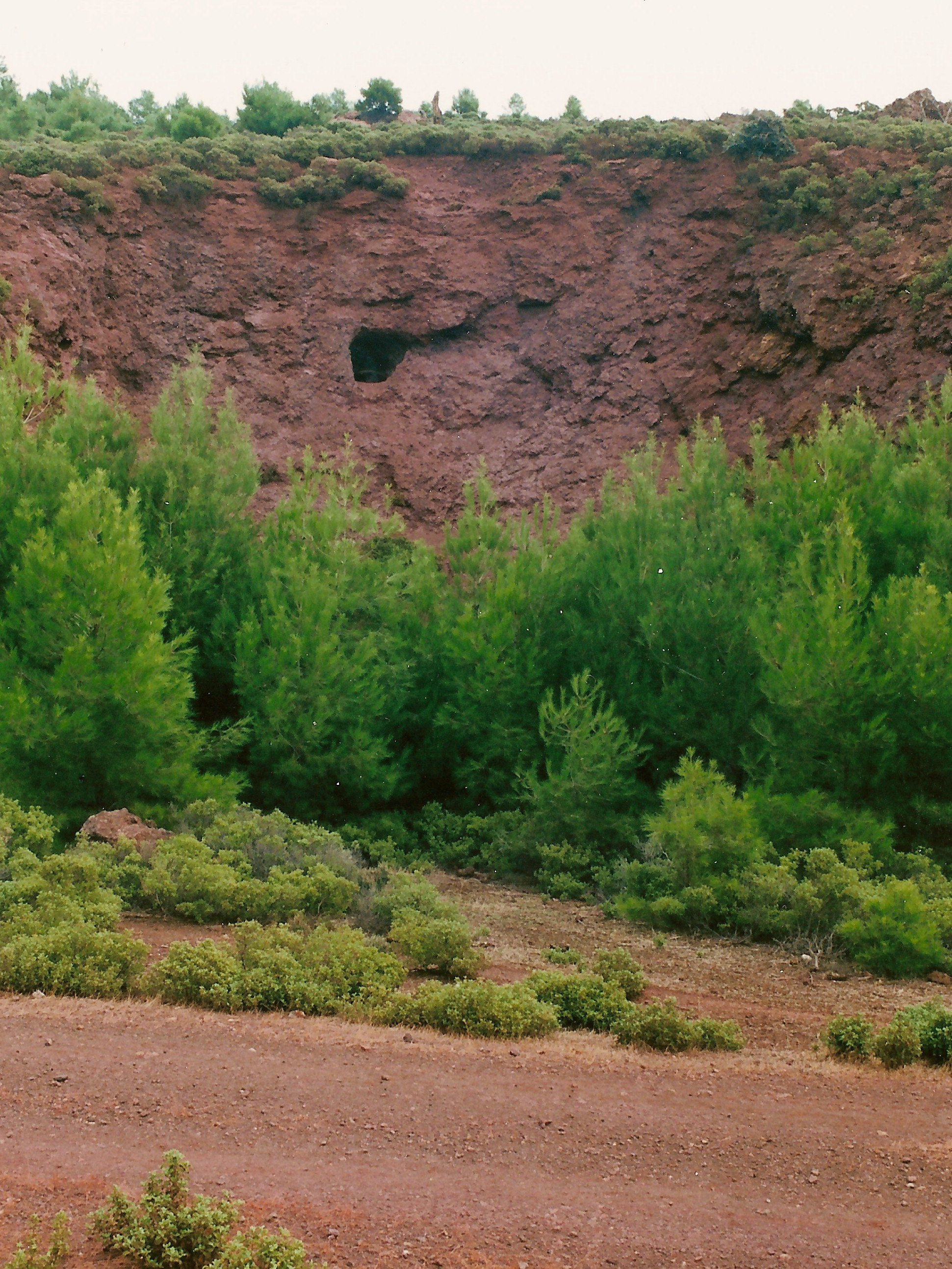
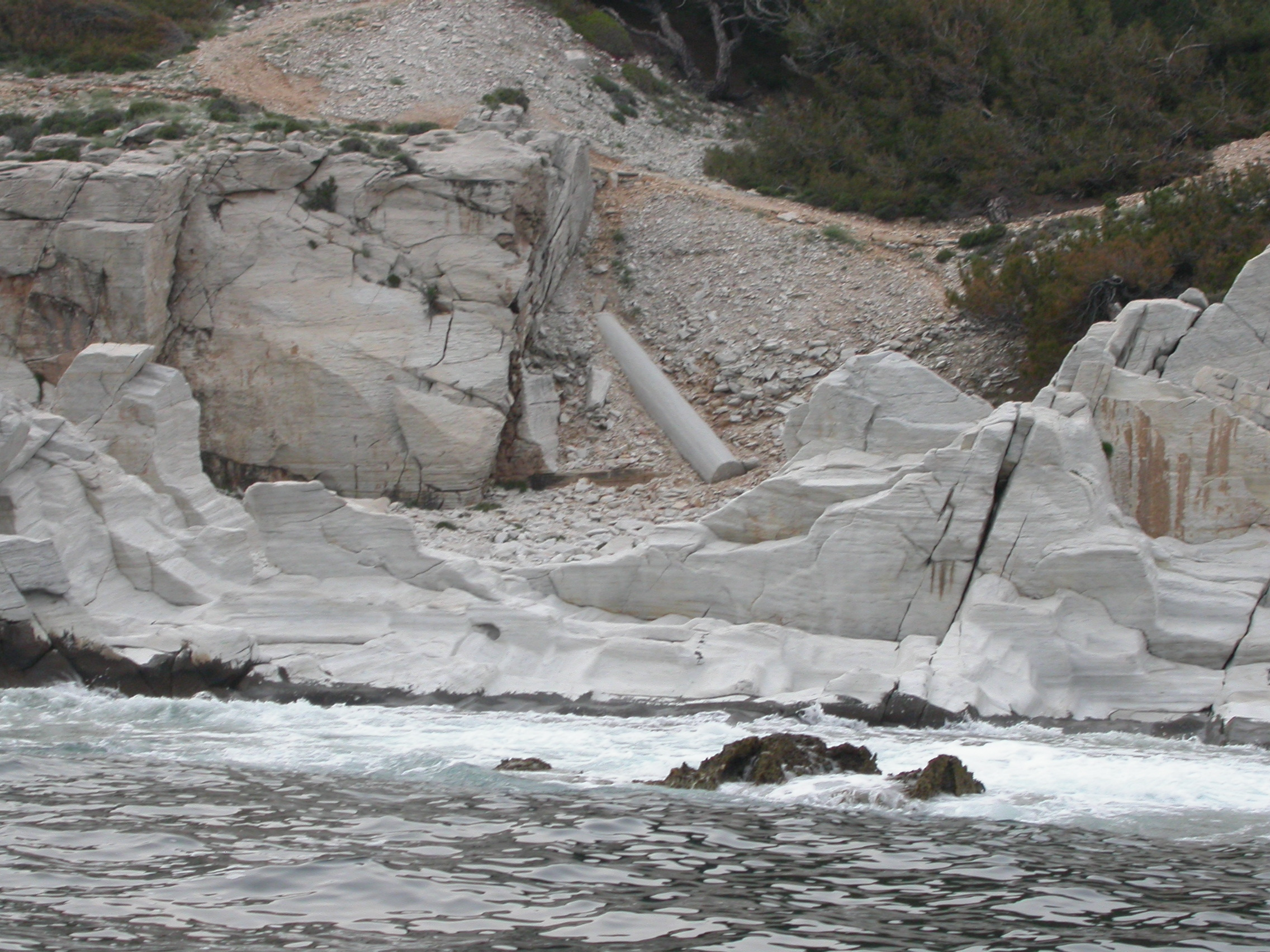